# Krążowniki lekkie typu Dresden
Krążowniki lekkie typu Dresden – krążowniki lekkie zbudowane w pierwszym dziesięcioleciu XX wieku dla niemieckiej Kaiserliche Marine. Do typu tego należały „Dresden” oraz „Emden”. Stępki obu jednostek położono w roku 1906; „Dresden” został zwodowany w 1907, a „Emden” w 1908 roku. Do służby weszły odpowiednio w 1908 i 1909 roku. Projekt, na którym oparto budowę okrętów stanowił pewien postęp w porównaniu z poprzedzającymi je krążownikami typu Königsberg. Nowe jednostki były od tamtych nieznacznie większe i nieznacznie szybsze, ale z tym samym uzbrojeniem głównym składającym się z dziesięciu dział kalibru 105 mm. „Dresden” i „Emden” były napędzane odpowiednio turbinami parowymi i maszynami parowymi potrójnego rozprężania, co stanowiło kontynuację prób nowej technologii turbin.
Oba okręty operowały najczęściej na odległych akwenach Oceanu Atlantyckiego, Spokojnego i Indyjskiego, oba w pewnym okresie wchodziły w skład Niemieckiej Eskadry Wschodnioazjatyckiej i oba uległy zagładzie w pierwszym roku zmagań Wielkiej Wojny.

## Dane techniczno-taktyczne

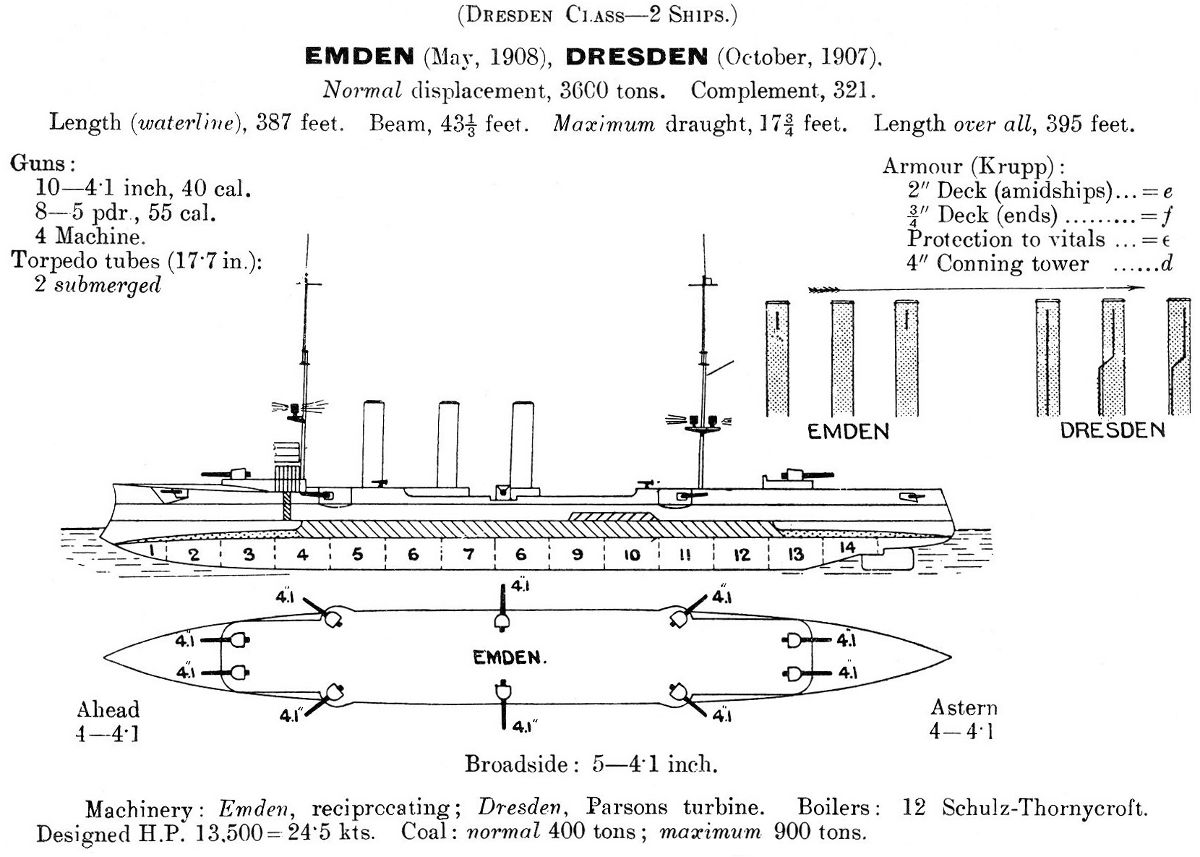
Szkic konstrukcyjny wg Jane’s Fighting Ships 1914

Krążowniki typu Dresden miały 117,9 m długości na linii wodnej i 118,3 m długości całkowitej. Szerokość po pokładzie wynosiła 13,5 m, a zanurzenie 5,53 m. Miały 3664 ton wyporności standardowej i do 4268 ton w pełnym obciążeniu bojowym. Konstrukcja kadłubów opierała się na szkielecie ze stalowych wręg i wzdłużników. Były podzielone na trzynaście przedziałów wodoszczelnych, a na 47% długości kilu miały podwójne dno.
Okręty wykazywały się dobrą dzielnością morską, ale – m.in. ze względu na małe zanurzenie – osiągały przy większej fali przechyły do 20 stopni. Ponadto przy dużej prędkości stawały się bardzo zawilgocone i miały tendencję do nieznacznej nawietrzności. Z drugiej strony jednak charakteryzowały się bardzo małym promieniem skrętu i dużą zdolnością manewrową. Przy gwałtownych zwrotach traciły do 35% prędkości. Ich poprzeczna wysokość metacentryczna wynosiła 0,59 m. Załogi „Dresdena” i „Emdena” składały się z 18 oficerów i 343 marynarzy. Na pokładach okręty posiadały kilka mniejszych jednostek pływających: co najmniej jedną pinkę, jedną barkę, jeden kuter, dwie jolki i dwie łodzie pneumatyczne.
System napędowy „Dresdena” tworzyły dwie turbiny parowe Parsonsa dające po 15 000 KM mocy. Z kolei „Emden” był wyposażony w dwie maszyny parowe potrójnego rozprężania dające po 16 000 KM. Maksymalna prędkość obu okrętów wynosiła 24 w. W obu przypadkach maszyny były zasilane przez dwanaście opalanych węglem kotłów. Zasobnie mogły pomieścić 860 ton węgla, ale zasięg obu okrętów był nieco inny. „Dresden” mógł pokonać dystans 3600 Mm przy prędkości 14 w., podczas gdy zasięg „Emdena” wynosił 3760 Mm przy prędkości 12 w. Elektryczność była wytwarzana przez trzy turbogeneratory o mocy 125 kilowatów, które dostarczały prąd o napięciu 110 wolt.
| Nazwa     | Stocznia                  | Położenie stępki | Wodowanie           | Wejście do służby |
| --------- | ------------------------- | ---------------- | ------------------- | ----------------- |
| „Dresden” | Blohm & Voss, Hamburg     | 1906             | 5 października 1907 | 14 listopada 1908 |
| „Emden”   | Kaiserliche Werft, Gdańsk | 6 kwietnia 1906  | 26 maja 1908        | 10 lipca 1909     |

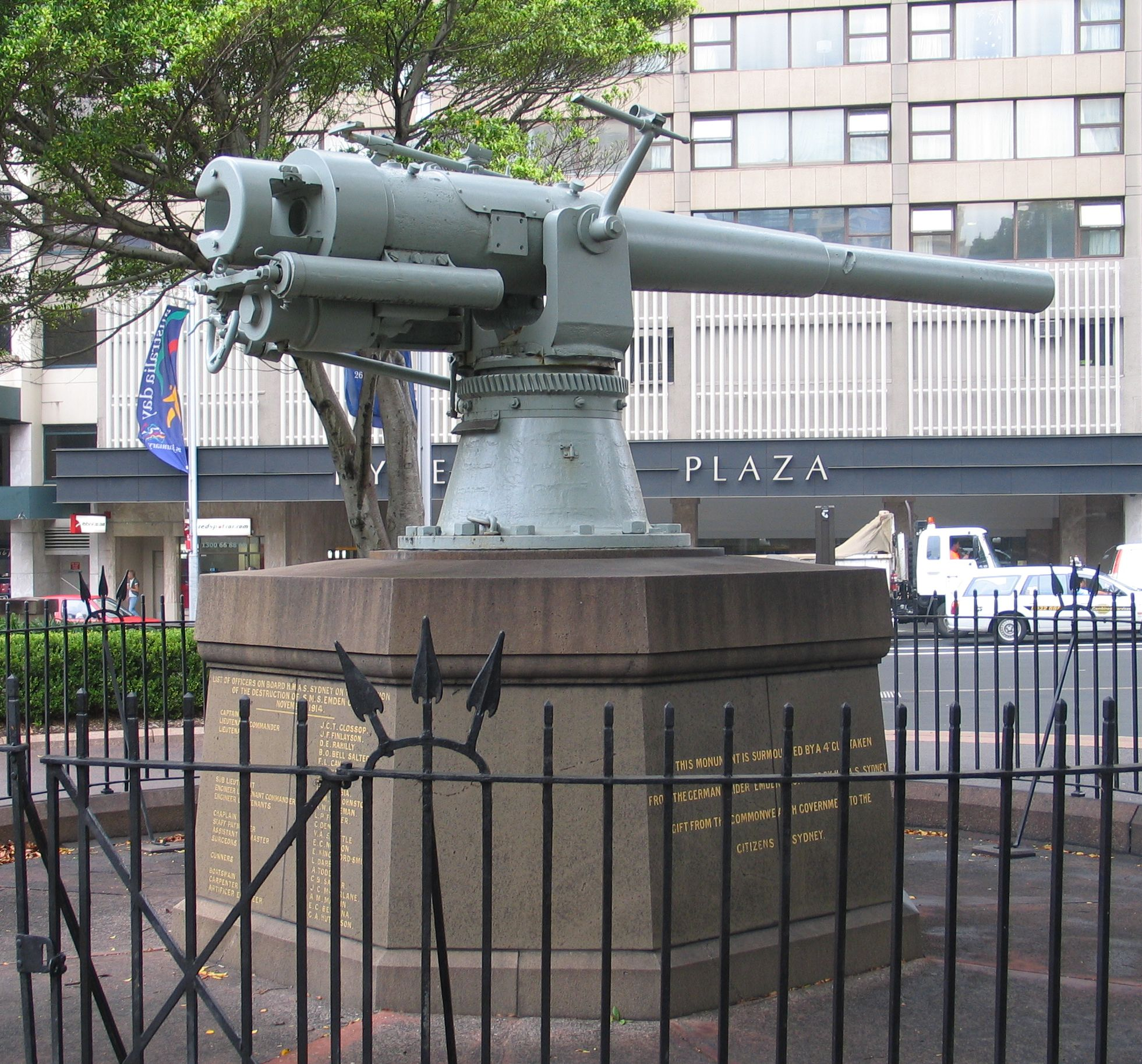
Jedno z dział „Emdena” w Sydney

Każdy okręt był uzbrojony w dziesięć montowanych pojedynczo kruppowskich dział SK L/40 (SK – Schnellladekanone, działo szybkiego ładowania) kalibru 105 mm. Dwa zostały umieszczone obok siebie na dziobie, sześć po trzy przy każdej burcie (przy czym po dwa w kazamatach), a dwa obok siebie na nadbudówce rufowej. Działa te, użytkowane w latach 1900-1945 (ciężar całkowity 1555 kg, długość 4,475 m, waga pocisku 16-17,4 kg, prędkość początkowa pocisku 690 m/s) mogły skutecznie razić cele odległe o 12 700 m. Zapas amunicji zespolonej wynosił 1500 nabojów, po 150 na działo. Kolejne działa to osiem SK L/55 kalibru 52 mm (cztery w kazamatach dziobowych i rufowych) z zapasem 4000 nabojów. Okręty był ponadto wyposażone w dwie wyrzutnie torped 450 mm poniżej linii wodnej z zapasem czterech torped. Tarczę ochronną krążowników, również produkcji Friedrich Krupp AG, stanowił 80-milimetrowy pokład pancerny, stanowisko dowodzenia ze 100-milimetrowym pancerzem, a działa chroniły płyty pancerne o grubości 50 mm.

## Przebieg służby
Oba okręty służyły głównie poza wodami ojczystymi; „Emden” wkrótce po wejściu do floty został skierowany do Eskadry Wschodnioazjatyckiej, zaś „Dresden” w roku 1913 został wysłany w rejon Karaibów. „Dresden” powinien był wrócić w lecie 1914 roku do Niemiec na przegląd okresowy, lecz wybuch I wojny światowej stanął na przeszkodzie tych planów. Przez kilka miesięcy okręt atakował statki handlowe przeciwników na południowym Atlantyku, po czym dołączył do Eskadry Wschodnioazjatyckiej, którą dowodził Vizeadmiral Maximilian von Spee. W jej składzie „Dresden” wziął udział w listopadowej bitwie pod Coronelem i w grudniowej bitwie koło Falklandów. Był jedynym okrętem, który uniknął zagłady i przez kilka następnych miesięcy działał samotnie na południowym Pacyfiku. W końcu, bez węgla i z uszkodzonymi maszynami, zatrzymał się w marcu 1915 roku u brzegów wyspy Más a Tierra. Tam odnalazły go dwa krążowniki brytyjskie i zaatakowały (naruszając neutralność Chile); by uniknąć zajęcia okrętu Niemcy dokonali jego samozatopienia.
Tymczasem „Emden” został detaszowany z Eskadry Wschodnioazjatyckiej na Ocean Indyjski, gdzie miał działać jako samodzielny rajder. Zatopił lub zagarnął liczne statki Ententy, w tym rosyjski parowiec „Riazań”, który został przebudowany na krążownik pomocniczy „Cormoran”. We wrześniu 1914 roku „Emden” zaskoczył u wyspy Penang rosyjski mały krążownik pancernopokładowy „Żemczug” i francuski kontrtorpedowiec „Mousquet” i szybko oba zniszczył. Wkrótce potem wytropił „Emdena” australijski krążownik „Sydney” i po zaciętej walce u Wysp Kokosowych zmusił go do osadzenia na mieliźnie.